# Oxytelus montanus
Oxytelus montanus är en skalbaggsart som beskrevs av Thomas Casey 1894. Oxytelus montanus ingår i släktet Oxytelus och familjen kortvingar. Inga underarter finns listade i Catalogue of Life.